# فهرست پرچم‌های ایران
در زیر فهرستی از پرچم‌های ایران آمده است.
هادی الاحوازی
پرچم ایران و ارتباط با سیکها

## پرچم ملی
| پرچم | تاریخ      | استفاده               | توضیحات |
| ---- | ---------- | --------------------- | --- |
|      | ۱۹۸۰–اکنون | پرچم ایران و پرچم ملی | سه رنگ افقی سبز، سفید و قرمز با نشان ملی به رنگ قرمز در مرکز نوار سفید و تکبیر نوشته شده به خط کوفی به رنگ سفید، ۱۱ بار در لبه پایین نوار سبز و ۱۱ بار در امتداد لبه بالای نوار تکرار شده است. نوار قرمز، در مجموع ۲۲ بار در حاشیه باند. ابعاد: ۴:۷ |

## پرچم‌های دولتی
| پرچم | تاریخ      | استفاده                                       | توضیحات                                                         |
| ---- | ---------- | --------------------------------------------- | --------------------------------------------------------------- |
|      | ۱۹۸۰–اکنون | پرچم مجلس شورای اسلامی                        | [ ۲ ]                                                           |
|      | ۲۰۰۱–اکنون | پرچم وزارت جهاد کشاورزی                       |                                                                 |
|      | ۲۰۱۱–اکنون | پرچم وزارت تعاون، کار و رفاه اجتماعی          |                                                                 |
|      | ۲۰۱۹–اکنون | پرچم وزارت میراث فرهنگی، صنایع دستی و گردشگری |                                                                 |
|      | ۱۹۸۴–اکنون | پرچم وزارت فرهنگ و ارشاد اسلامی               |                                                                 |
|      | ۱۹۸۰–اکنون | پرچم وزارت امور اقتصادی و دارایی              | پرچمی سفید با حاشیه‌های آبی تیره با نشان آبی ایران در بالای مرکز |
|      | ۱۹۸۰–اکنون | پرچم وزارت آموزش و پرورش                      |                                                                 |
|      | ۱۹۸۰–اکنون | پرچم وزارت نیرو                               |                                                                 |
|      | ۲۰۲۰–اکنون | پرچم وزارت امور خارجه                         | پرچم سفید ساده با آرم وزارت امور خارجه.                         |
|      | ۲۰۱۱–اکنون | پرچم وزارت صنعت، معدن و تجارت                 | یک میدان آبی با نشان ایران در وسط بالا                          |
|      | ۲۰۱۷–اکنون | پرچم وزارت فناوری اطلاعات و ارتباطات          |                                                                 |
|      | ۱۹۸۳–اکنون | پرچم وزارت اطلاعات                            |                                                                 |
|      | ۱۹۸۰–اکنون | پرچم وزارت کشور                               |                                                                 |
|      | ۱۹۸۰–اکنون | پرچم وزارت عدلیه                              |                                                                 |
|      | ۱۹۸۰–اکنون | پرچم وزارت نفت                                | میدان آبی تیره با پرچم ملی ایران در کانتون                      |
|      | ۲۰۱۱–اکنون | پرچم وزارت راه و شهرسازی                      | پرچمی سفید با حاشیه‌های آبی روشن با نشان آبی ایران در بالای وسط  |
|      | ۲۰۰۰–اکنون | پرچم وزارت علوم، تحقیقات و فناوری             | میدان آبی با آرم وزارت علوم، تحقیقات و فناوری                   |
|      | ۲۰۱۰–اکنون | پرچم وزارت ورزش و جوانان                      | پرچمی سفید با حاشیه‌های آبی تیره با نشان آبی ایران در بالای وسط  |

## پرچم‌های نظامی و پلیس
| پرچم | تاریخ      | استفاده                                          | توضیحات                           |
| ---- | ---------- | ------------------------------------------------ | --------------------------------- |
|      | ۱۹۸۰–اکنون | جک نیروی دریایی ایران                            | میدان آبی تیره با نشان زرد ایرانی |
|      | ۱۹۷۹–اکنون | پرچم رسمی سپاه پاسداران انقلاب اسلامی.           |                                   |
|      | ۱۹۸۰–اکنون | پرچم نیروی زمینی سپاه پاسداران انقلاب اسلامی     |                                   |
|      | ۱۹۷۹–اکنون | پرچم تشریفاتی سپاه پاسداران انقلاب اسلامی        |                                   |
|      | ۱۹۸۰–اکنون | پرچم واحدهای زرهی                                |                                   |
|      | ۱۹۸۰–اکنون | پرچم فرماندهی استان تهران                        |                                   |
|      | ۱۹۸۵–اکنون | ۱۳۶۴ نیروی هوافضای سپاه پاسداران انقلاب اسلامی   |                                   |
|      | ۱۹۸۵–اکنون | پرچم نیروی قدس سپاه پاسداران انقلاب اسلامی       |                                   |
|      | ۱۹۷۹–اکنون | پرچم بسیج                                        |                                   |
|      | ? –اکنون   | پرچم ستاد کل نیروهای مسلح ایران                  |                                   |
|      | ? –اکنون   | پرچم تشریفاتی ارتش ایران                         |                                   |
|      | ? –اکنون   | پرچم رسمی ارتش جمهوری اسلامی ایران               |                                   |
|      | ? –اکنون   | پرچم فرماندهی انتظامی ایران (فراجا)              |                                   |
|      | ? –اکنون   | پرچم نیروی زمینی ارتش ایران (نزاجا)              |                                   |
|      | ? –اکنون   | پرچم جایگزین نیروی زمینی ارتش ایران              |                                   |
|      | ? –اکنون   | پرچم ارتش نیروی هوایی ارتش ایران                 |                                   |
|      | ? –اکنون   | پرچم نیروی هوایی ارتش ایران (نهاجا)              |                                   |
|      | ? –اکنون   | پرچم نیروی دریایی ارتش ایران (نداجا)             |                                   |
|      | ? –اکنون   | پرچم جایگزین نیروی دریایی ارتش ایران             |                                   |
|      | ? –اکنون   | پرچم نیروی پدافند هوایی ارتش ایران (پداجا)       |                                   |
|      | ? –اکنون   | پرچم نیروی پدافند هوایی ارتش ایران (پداجا)       |                                   |
|      | ? –اکنون   | پرچم ستاد مشترک ارتش ایران                       |                                   |
|      | ? –اکنون   | پرچم کانون بازنشستگان ارتش                       |                                   |
|      | ? –اکنون   | پرچم دبیرخانه نظارت کل فرماندهی نیروی زمینی ارتش |                                   |
|      | ? –اکنون   | پرچم سازمان تربیت بدنی ارتش ایران                |                                   |
|      | ۱۹۷۹–۱۹۹۱  | پرچم کمیته‌های انقلاب اسلامی                      |                                   |
|      | ۱۹۷۹–۱۹۹۱  | پرچم قدیمی شهربانی                               |                                   |

## پرچم‌های شهر
| پرچم | تاریخ    | استفاده      | توضیحات |
| ---- | -------- | ------------ | ------- |
|      | ? –اکنون | پرچم چهارباغ |         |
|      | ? –اکنون | پرچم تهران   |         |
|      | ? –اکنون | پرچم ارومیه  |         |
|      | ? –اکنون | پرچم کمالشهر |         |

## پرچم‌های سازمان
| پرچم | تاریخ    | استفاده                          | توضیحات                                                            |
| ---- | -------- | -------------------------------- | ------------------------------------------------------------------ |
|      | ? –اکنون | پرچم خبرگزاری فارس               | یک میدان سفید با آرم خبرگزاری فارس در مرکز شارژ شده است            |
|      | ? –اکنون | پرچم بنیاد شهید و امور ایثارگران | میدان سفید با آرم بنیاد شهید و امور ایثارگران در مرکز شارژ شده است |
|      | ? –اکنون | پرچم خبرگزاری مهر                | میدان سفید با آرم خبرگزاری مهر در مرکز شارژ شده است                |
|      | ? –اکنون | پرچم شرکت ملی نفت ایران          | میدان آبی با آرم شرکت ملی نفت ایران شارژ شده در مرکز               |

## پرچم‌های تاریخی
| پرچم | تاریخ                              | استفاده                                               | توضیحات |
| ---- | ---------------------------------- | ----------------------------------------------------- | --- |
|      | ۲۴۰۰ پیش از میلاد                  | درفش شهداد                                            | یکی از قدیمی‌ترین پرچم‌ها و قدیمی‌ترین پرچم فلزی شناخته شده در تاریخ بشر. |
|      | ۵۵۹–۵۲۹ پیش از میلاد               | استاندارد شاهنشاهی هخامنشی                            | که درفش شهباز نیز نامیده می‌شود، نشان کوروش بزرگ، بنیانگذار امپراتوری هخامنشی بوده است. |
|      | ۵۵۹–۵۲۹ پیش از میلاد               | یکی دیگر از استانداردهای بازسازی شده شاهنشاهی هخامنشی | |
|      | ۲۴۷ پیش از میلاد – ۲۲۴ پس از میلاد | خورشید اشکانی                                         | پرچم اشکانیان مشخص نیست، اما گفته شده است که آنها از خورشید به عنوان یکی از نمادهای اصلی خود استفاده می‌کردند. |
|      | ۱۴۷ پیش از میلاد – ۲۲۱/۲۲۲ م       | استاندارد الیمائی                                     | |
|      | ۲۲۴–۶۵۱                            | پرچم شاهنشاهی ساسانی                                  | این پرچم که درفش کاویانی نام دارد، پرچم اساطیری و تاریخی ایران تا پایان شاهنشاهی ساسانیان است که به روایت فردوسی در شاهنامه، این پرچم با خیزش کاوه آهنگر بر ضد ضحاک پادشاه ظالم و آغاز سده بیستم پدید آمده است. پادشاهی فریدون و سلسله پیشدادیان.   |
|      | ۳۳۰–۸۲۱                            | پرچم خاندان مهرانیان                                  | |
|      | ۸۶۱–۱۰۰۳                           | پرچم سلسله صفاریان                                    | |
|      | ۸۶۱–۱۵۳۸                           | استاندارد سلسله شروان‌شاهان                            | |
|      | ۸۶۴–۹۲۸                            | پرچم علویان طبرستان                                   | یک پرچم سفید ساده |
|      | ۹۴۵–۱۰۵۵                           | پرچم آل بویه                                          | |
|      | ۱۰۳۷–۱۱۹۴                          | پرچم امپراتوری سلجوقی                                 | |
|      | ۱۰۹۰–۱۱۶۲                          | نخستین پرچم دولت اسماعیلیان الموت                     | پرچم سبز ساده |
|      | ۱۱۶۲–۱۲۵۶                          | پرچم دوم دولت اسماعیلیان الموت                        | پرچم قرمز ساده |
|      | ۱۰۹۷–۱۲۳۱                          | پرچم خوارزمشاهیان                                     | یک پرچم سیاه ساده با هلال زرد روی کانتون |
|      | ۱۲۵۸–۱۴۳۲                          | پرچم ایلخانان و سلطنت جلایریان                        | مربع قرمز در یک زمین طلایی |
|      | ۱۳۷۴–۱۴۶۸                          | پرچم قره‌قویونلو                                       | |
|      | ۱۳۸۴–۱۴۰۵                          | پرچم امپراتوری تیموری                                 | |
|      | ۱۴۰۵–۱۵۰۲                          | پرچم امپراتوری تیموری                                 | |
|      | ۱۴۵۲–۱۴۷۸                          | پرچم آق‌قویونلو از دوره پادشاهی اوزون حسن              | |
|      | ۱۵۰۲–۱۵۲۴                          | پرچم دودمان صفویه                                     | پس‌زمینه سبز با دایره زرد در بالا. |
|      | ۱۵۲۴–۱۵۷۶                          | پرچم دودمان صفویه                                     | |
|      | ۱۵۷۶–۱۷۳۲                          | پرچم دودمان صفویه                                     | |
|      | ۱۷۳۶–۱۷۴۷                          | استاندارد نادرشاه                                     | |
|      | ۱۷۳۶–۱۷۴۷                          | یکی دیگر از استانداردهای نادرشاه                      | |
|      | ۱۷۴۷–۱۷۹۶                          | پرچم افشاریان                                         | |
|      | ۱۷۴۷–۱۷۹۶                          | پرچم افشاریان                                         | |
|      | ۱۷۴۷–۱۷۶۰                          | پرچم شاهنشاهی دوم سلسله افشاریان                      | پرچمی با شش خط قرمز و پنج راه راه سفید |
|      | ۱۷۳۴–۱۷۹۶                          | پرچم نیروی دریایی افشاریان                            | پرچم سفید ساده با شمشیر قرمز |
|      | ۱۷۵۱–۱۷۹۴                          | پرچم زندیان                                           | |
|      | ۱۷۵۱–۱۷۹۴                          | پرچم زندیان                                           | |
|      | ۱۷۵۱–۱۷۹۴                          | پرچم زندیان                                           | پرچم «یا کریم» با نام کریم خان زند بود و الکریم (سخاوتمند) که یکی از نام‌های اسلامی خداوند است. |
|      | ۱۷۸۹–۱۷۹۷                          | پرچم قاجاریه                                          | |
|      | ۱۷۸۹–۱۷۹۷                          | پرچم قاجاریه                                          | |
|      | ۱۷۹۷–۱۸۴۸                          | پرچم قاجاریه                                          | پرچم سفید ساده با شیر ایرانی در مرکز. |
|      | ۱۸۴۸–۱۸۵۲                          | پرچم قاجاریه                                          | |
|      | ۱۸۵۲–۱۹۰۷                          | پرچم قاجاریه                                          | |
|      | ۱۸۸۶                               | پرچم قاجاریه                                          | سه رنگ افقی بلند سبز، سفید و قرمز با شیر ایرانی که در وسط آن احاطه شده و سه رنگ‌ها روی هم قرار گرفته‌اند. |
|      | ۱۹۲۰–۱۹۲۱                          | پرچم جمهوری شوروی سوسیالیستی ایران                    | واژه کاوه در کانتون پرچم به قهرمان افسانه‌ای کاوه آهنگر از منظومه حماسی قدیمی ایرانی «شاهنامه» نوشته شده است که رهبری شورش علیه ضحاک را بر عهده داشت.                                                                                                |
|      | ۱۹۲۵–۱۹۷۹                          | پرچم دولت و پرچم مشروطه سلطنتی ایران در دوره پهلوی    | این پرچم در دوران مشروطه سلطنتی استاندارد شد، اما عناصر اصلی پرچم بدون تغییر و در قوانین اساسی تکمیلی ایران در ۷ اکتبر ۱۹۰۷ شرح داده شد. |
|      | ۱۹۱۰–۱۹۸۰                          | پرچم مدنی و پرچم ایران                                | سه رنگ افقی سبز، سفید و قرمز |
|      | ۱۹۲۵–۱۹۷۹                          | پرچم و نشان جنگ ایران                                 | پرچم و پرچم جنگ ایران. (اولین بار در سال ۱۹۱۰ با تاج کیانی طراحی شد که در سال ۱۹۲۵ به تاج پهلوی تغییر یافت) |
|      | ۱۹۷۹–۱۹۷۹                          | پرچم و نشان جنگ جمهوری اسلامی ایران                   | پرچم و پرچم جنگ جمهوری اسلامی ایران (با برداشتن تاج پهلوی و پش از حذف شیر و خورشید). |
|      | ۱۹۸۰                               | نخستین پرچم جمهوری اسلامی ایران                       | سه رنگ افقی سبز، سفید و قرمز با نشان در وسط |
|      | ۱۹۸۰                               | پرچم جمهوری اسلامی ایران با طرح تکبیر اولیه           | سه رنگ افقی سبز، سفید و قرمز با نشان ملی به رنگ قرمز در مرکز نوار سفید و تکبیر نوشته شده به خط کوفی به رنگ سفید، ۱۱ بار در لبه پایین نوار سبز و ۱۱ بار در امتداد لبه بالای نوار تکرار شده است. نوار قرمز، در مجموع ۲۲ بار در حاشیه باند. ابعاد: ۴:۷ |

## پرچم‌های سیاسی
| پرچم                      | تاریخ                 | حزب                                    | توضیحات                                                                            |
| اکنون                     | اکنون                 | اکنون                                  | اکنون                                                                              |
| ------------------------- | --------------------- | -------------------------------------- | ---------------------------------------------------------------------------------- |
|                           | ۱۹۹۱–اکنون            | مجمع نیروهای خط امام                   |                                                                                    |
|                           | ۲۰۰۵–اکنون            | حزب اعتماد ملی                         |                                                                                    |
|                           | ۱۹۸۹–اکنون            | فدائیان اسلام                          |                                                                                    |
|                           | ۱۹۴۱–اکنون            | حزب ایران                              |                                                                                    |
|                           | ۱۹۴۱–اکنون            | حزب پان ایرانیست و حزب ملت ایران       | یک میدان سبز با یک دایره سفید و یک نماد قرمز                                       |
|                           | ۱۹۴۱–اکنون            | حزب پان ایرانیست و حزب ملت ایران       | همان‌طور، اما با رنگ‌هایی که از حزب کارگران آلمان.                                   |
| احزاب مخالف فعال در تبعید |                       |                                        |                                                                                    |
|                           | ۲۰۱۳–اکنون            | شورای ملی ایران                        | سه رنگ افقی بلند سبز، سفید و قرمز با شیر ایرانی که اطراف آن با گندم احاطه شده است. |
|                           | ۲۰۰۴–اکنون            | انجمن پادشاهی ایران                    | درفش کاویانی                                                                       |
|                           | ۲۰۰۴–اکنون            | حزب حیات آزاد کردستان                  | دو رنگ قرمز و سبز، با یک خورشید نارنجی در بالا و "پژاک" در پایین                   |
|                           | ۲۰۰۴–اکنون            | نیروهای شرق کردستان                    |                                                                                    |
| Link to file              | ۲۰۰۴–اکنون            | نیروهای دفاعی زنان                     |                                                                                    |
| Link to file              | ۲۰۰۴–اکنون            | واحدهای شرق کردستان                    |                                                                                    |
|                           | ۲۰۰۲–اکنون            | گاموح                                  |                                                                                    |
|                           | ۱۹۹۴–اکنون            | حزب مشروطه ایران                       |                                                                                    |
|                           | ۱۹۹۳–اکنون            | شورای ملی مقاومت ایران                 | سه رنگ افقی بلند سبز، سفید و قرمز با شیر ایرانی در وسط                             |
|                           | ۱۹۹۱–اکنون            | حزب آزادی کردستان                      |                                                                                    |
|                           | ۱۹۹۰–اکنون            | جنبش آزادی‌بخش ملی اهواز                |                                                                                    |
|                           | ۱۹۸۴–اکنون            | کومله سازمان کردستان حزب کمونیست ایران | پرچم قرمز ساده                                                                     |
|                           | ۱۹۶۵–اکنون            | سازمان مجاهدین خلق ایران               | میدان سفید با نشان قرمز سازمان مجاهدین خلق                                         |
|                           | ۱۹۶۵–اکنون            | سازمان مجاهدین خلق ایران               | همین‌طور، نوع زرد                                                                   |
|                           | ۱۹۴۵–اکنون            | حزب دموکرات کردستان ایران              |                                                                                    |
|                           | ۱۸۸۷–اکنون            | حزب سوسیال دموکرات هنچاکیان            |                                                                                    |
| سابق                      |                       |                                        |                                                                                    |
|                           | ۱۹۷۱–۱۹۸۰             | سازمان چریک‌های فدایی خلق ایران         |                                                                                    |
|                           | ۱۹۷۱–۱۹۸۰             | سازمان چریک‌های فدایی خلق ایران         |                                                                                    |
|                           | اواخر دهه ۱۹۵۰ – ۱۹۶۵ | حزب ملل اسلامی                         |                                                                                    |
|                           | ۱۹۵۲ – اواخر دهه ۱۹۵۰ | سومکا                                  | پرچم حزب ناسیونال سوسیالیست کارگران ایران. شبیه پرچم آلمان نازی                    |
| دیگر                      |                       |                                        |                                                                                    |
| Link to file              | ۲۰۱۵–اکنون            | جنبش مقاومت اسلامی آذربایجان           |                                                                                    |
|                           | ۲۰۱۲–اکنون            | جیش‌العدل                               |                                                                                    |
|                           | ?–اکنون               | پرچم جدایی‌خواهان عرب                   | سه رنگ پان‌عربی با یک ستاره سبز در وسط                                              |